# Сендульський Аполлон Дорофійович
Аполлон Дорофійович Сендульський, Аполлоній Сендульський (нар. 17 (29) жовтня 1830, Садки Кременецький повіт, Волинська губернія — пом. 7 (19) січня 1882, Сивки, нині Білогірського району Хмельницької області) — громадський і культурний діяч, священик, дослідник Волині й освітній діяч. Автор статей на історико-археологічні й етнографічні теми з Волині та проповідей у «Волынских епархиальных ведомостях». Написав «Летопись» своєї парафії (село Сивки Острозького повіту). Посмертно опубліковано його «Автобиографию» («Кіевская старина», 1896).
Серед плеяди волинських шестидесятників-просвітників XIX століття провідне місце належить Аполлонію Дорофійовичу Сендульському.
Про нього писав журнал «Киевская старина» 1882 року: «Отець Аполлоній Сендульський був у вищій мірі визначною особою. В ньому щасливо з'єдналися прекрасна людина, освічений священик — пастир, непересічний діяч-адміністратор і найвидатніший місцевий учений-історик». Сюди можна додати, що він усе життя перебував у гущі народу, сповна розділив долю волинського села і своєю працею на тлі пастирства, освіти і краєзнавства виступив як діяч українського національного відродження другої половини XIX століття.

## Біографія
Народився Сендульський 17 жовтня 1830 року, у селі Садки Кременецького повіту (нині Шумського району Тернопільської області) на Волині, в родині священнослужителя. Батько рано помер і всі складності виховання дісталися матері, яка спромоглася дати сину необхідну освіту. Спочатку Сендульський студіював у Загаєцькому церковно-приходському училищі Кременецького повіту, згодом у Кременецькому повітовому училищі й нарешті 1854 року закінчив Волинську духовну семінарію. Уже на старших курсах семінарії учень Сендульський почав збирати народний фольклор, записувати звичаї і обряди сіл Кременецького, Острозького і Заславського повітів Південно-Східної Волині, цікавитись історією краю. Він став негативно розглядати кріпосництво, до свавілля поміщиків, в дискусіях з шляхтичами і русофілами відстоював право українського народу на своє існування. Все це заклало основи його подальшої просвітницької і наукової діяльності.
1854 року Сендульський прийняв парафію у селі Сивки Острозького повіту, нині на Хмельниччині, і до останніх днів залишився тут парафіяльним священиком. Якщо більшість таких сільських пастирів тоді перетворилась на обмежених служителів культу, то Сендульського не засмоктала рутинна буденщина. Навпаки, він з повною віддачею використав перебування в сільській ойкумені для потреб творчості і просвітництва.
Як засвідчує в своїй «Автобіографії» Сендульський, він розпочав громадську діяльність у с. Сивки з відкриття 1856 року парафіяльної школи для дорослих неписьменних селян віком від 18 до 30 років. Тут Сендульський навчав слухачів не тільки російської грамоти, а й рідної мови, співу українських пісень, знайомив з історією і культурою краю. Такий підхід до освіти був вороже зустрінутий поміщиками округи і власниця села силою закрила школу. Проте пастир продовжував збирати допитливих односельчан у себе на квартирі і задовольняв їх освітні й духовні запити. Згодом як уже член правління Волинської духовної семінарії, член окружної училищної ради Сендульський таки спромігся офіційно відкрити в своєму селі школу, де він втілював свої педагогічні принципи.
Проте найбільше талант просвітника виявився у Сендульського на ниві дослідження історії Волині і краєзнавства. На початку 60-х років Сендульський відгукнувся на заклик Волинського єпархіального начальства до написання історико-статистичних описів міст і сіл краю з метою протистоянню католицизму. Збираючи матеріали Сендульський зацікавився археологією, старожитностями, пошуками істини в історії Волині і при створенні праць вийшов за встановлені межі. Першою його друкованою працею став нарис «Історія села Сивок», яку Сендульський опублікував у "Волынских епархиальных ведомостях" 1868 року. Краєзнавче дослідження вразило тодішніх читачів глибиною використання першоджерел, розробки головних етапів від найдавнішого часу в контексті історії Волині, описом побуту народних традицій, звичаїв та обрядів, свят його мешканців, правдивим зображенням безпросвітного і нужденного життя селян. Схвально відгукнулись на цей нарис, підтримали почин автора і заприятиювали з А.Сендульським тоді уже визнані дослідники Волині та її населених місць А.Братчинков, Х.Корнаковський, Л.Крушинський, В.Перогівський, С.Барановський, професор Волинської духовної семінарії Андрій Хойнацький. Окрилений успіхом та підтримкою краєзнавців, А.Сендульський підготував і обнародував протягом 1868—1882 років на шпальтах «Волынских епархиальных ведомостях» понад 40 історично-статистичних описів та історичних нарисів про парафії церкви і, головним чином, міста і села Волинської губернії. З-поміж них не втратили своєї актуальності для нинішніх науковців його історичні досліди Луцька, Рівного, Овруча, Дубна, Кременця, Берестечка, Боромеля, Чарторийська, Пересопниці, Корця, Вишгорода, а також населених місць Південно-Східної Волині, що сьогодні входить до складу північних районів Хмельницької області, Ізяслава, Шепетівки, Полонного, Ямполя, Тихомля, Поляхової, Городища й інші.
Цінність цих нарисів полягає в тому, що ними започатковані ґрунтовна розробка історії міст і сіл, парафій, подальшого вивчення Волині загалом, фундамент волинознавства. Для творчості Сендульського притаманні риси об'єктивності викладу фактів, широкого використання документальних джерел, порівняльного історико-статистичного методу дослідження. Історію рідного краю Сендульський розглядав як невід'ємну частку історії України. Він змушений писати твори російською мовою за прийнятими тоді стандартами, крізь які чітко простежується просвітницьке зображення самобутності укладу на Волині українського вселення, його духовної і матеріальної культури.
Крім історичних нарисів, Сендульський залишив праці «З спостережень сільського священика», «Автобіографія», власноручно ведений ним впродовж 28 років літопис своєї парафії у с.Сивки, рукописи з історії містечок Лабуні, Степані та інших, окремі з яких публікувалися в 80-90-х роках XIX ст. у «Киевской старине».
7 січня 1882 року Аполлоній Сендульський помер у Сивках. Соратник по дослідженню Волині Олександр Тарнавський помістив некролог у журналі «Киевская старина», в якому про Сендульського писав як про «скромного і невідомого, але гідного світлої пам'яті місцевого діяча в галузі історії». Тільки наприкінці XX століття палкий патріот Волинської землі Сендульський повернений із забуття і зайняв належне місце у вітчизняній історіографії.

## Праці
- «Історія села Сивок»
- «Летопись»
- «З спостережень сільського священика»
- «Автобиография» (КСт., 1896)